# 费拉·库蒂
费拉·库蒂（Fela Kuti；1938年10月15日—1997年8月2日），尼日利亚音乐家。生于一富裕家庭，1950年代到英国圣三一音乐学院就读。1960年代回国后开创了“非洲打击乐”，将爵士乐和放克音乐融入非洲节奏。费拉曾将自己的院子打造成一个独立王国，庇护那些受难者，然而1977年遭到政府军打压，母亲也遇害。库蒂的音乐关注社会和政治，歌词常常带有反腐败、反殖民主义的内容。